# Zuidnederlandse Uitgeverij
De Zuidnederlandse Uitgeverij is een Belgische uitgeversgroep met hoofdzetel in Aartselaar, in handen van de zussen Hilde, Frieda en Yvonne Schaltin. De groep werd opgericht in 1951 en is sinds 1984 eigenaar van Standaard Boekhandel, de grootste keten van boekhandels in Vlaanderen. De groep bezit ook 30% in de Nederlandse keten Boekenvoordeel uit Almere.
In de beginjaren was het bedrijf onder meer gekend als de uitgever van de kinderboekenreeks De Rode Ridder. De meeste publicaties verschijnen al een hele tijd niet meer onder eigen naam. De Nederlandstalige boeken verschijnen onder de naam Deltas, de Franstalige onder de naam Chantecler Dit zijn vooral kinderboeken en non-fictie. In Nederland worden de boeken uitgegeven vanuit de dochter Centrale Uitgeverij.
Het is een van de meest rendabele boekengroepen in Vlaanderen. In 2014 realiseerde de groep een bedrijfswinst van 5,9 miljoen euro op een omzet van 18 miljoen. Het bedrijf heeft een geconsolideerd eigen vermogen van 160 miljoen euro.